# Dejan Crnek
Dejan Crnek (* 5. března 1964 Lublaň) je slovinský politik, místostarosta Lublaně, sportovní funkcionář a sokolský činovník.

## Život a kariéra
Narodil se v roce 1964 v Lublani. Absolvoval sportovní gymnázium. Poté studoval tělesnou výchovu na Fakultě tělesné výchovy Lublaňské univerzity a podnikatelskou školu GEA College v Piranu. V 90. letech 20. století se angažoval v iniciativě obnovení Sokola ve Slovinsku a následném založení Sokolského svazu Slovinska v roce 1995. V letech 1999 až 2015 působil jako starosta Sokolského svazu Slovinska. Poté do roku 2018 pod starostkou Hanou Moučkovou působil jako místostarosta Světového svazu sokolstva. Zasedal v řadě dalších sportovních organizací, po roce 2016 byl předsedou Sportovní unie Slovinska, za kterou mimo jiné zasedal ve výkonné radě Slovinského olympijského výboru. Působí jako předseda Sportovního klubu Národní dům v Lublani.

## Politická činnost
V roce 2002 byl poprvé zvolen předsedou rady lublaňské městské části Šmarna Gora, v jejíž čele stál až do roku 2014. V roce 2014 se pod starostou Lublaně Zoranem Jankovićem stal místostarostou města. V roce 2016 byl zvolen členem horní komory slovinského parlamentu Státní rady Slovinské republiky, do které kandidoval jako zástupce lokálních zájmů.